# Liste der Mitglieder des Senats im 27. Kongress der Vereinigten Staaten
Die Senatoren im 27. Kongress der Vereinigten Staaten wurden zu einem Drittel 1840 und 1841 neu gewählt. Vor der Verabschiedung des 17. Zusatzartikels 1913 wurde der Senat nicht direkt gewählt, sondern die Senatoren wurden von den Parlamenten der Bundesstaaten bestimmt. Jeder Staat wählt zwei Senatoren, die unterschiedlichen Klassen angehören. Die Amtszeit beträgt sechs Jahre, alle zwei Jahre wird für die Sitze einer der drei Klassen gewählt. Zwei Drittel des Senats bestehen daher aus Senatoren, deren Amtszeit noch andauert.
Die Amtszeit des 27. Kongresses ging vom 4. März 1841 bis zum 3. März 1843. Seine erste Tagungsperiode fand vom 31. Mai bis zum 13. September 1841 in Washington, D.C. statt, die zweite Periode vom 6. Dezember 1841 bis zum 31. August 1842 und die dritte vom 5. Dezember 1842 bis zum 3. März 1843. Vorher fand bereits vom 4. bis zum 15. März 1841 eine Sondersitzung statt.

## Zusammensetzung und Veränderungen
Im 26. Kongress saßen am Ende seiner Amtszeit 29 Demokraten und 23 Whigs. Bei den Wahlen 1840 und 1841 gewannen die Whigs sechs Sitze von den Demokraten, ein weiterer Sitz ging ihnen verloren, da das Parlament Tennessee nicht erfolgreich gewählt hatte. Damit begann der Kongress mit 29 Whigs und 22 Demokraten im Senat, ein Sitz war vakant. Bei Nachwahlen wechselte jeweils ein Sitz von den Whigs zu den Demokraten und umgekehrt, zwei Sitze gingen den Demokraten verloren, da die Parlamente in Tennessee und Maine keine Nachfolger für zurückgetretene Senatoren gewählt hatten. Damit lag die Mehrheit zum Ende des 27. Kongresses bei 29 Whigs gegen 20 Demokraten, drei Sitze waren vakant, darunter beide Sitze in Tennessee.

## Spezielle Funktionen
Nach der Verfassung der Vereinigten Staaten ist der Vizepräsident der Vorsitzende des Senats, ohne ihm selbst anzugehören. Bei Stimmengleichheit gibt seine Stimme den Ausschlag. Zu Beginn des 27. Kongresses war John Tyler Vizepräsident, am 4. April rückte er für den verstorbenen Präsidenten nach, so dass das Amt anschließend vakant war. Im Gegensatz zur heutigen Praxis leitete der Vizepräsident bis ins späte 19. Jahrhundert tatsächlich die Senatssitzungen. Ein Senator wurde zum Präsidenten pro tempore gewählt, der bei Abwesenheit des Vizepräsidenten den Vorsitz übernahm. Am 4. März 1841 war William R. King Präsident pro tempore, vom 11. März 1841 bis zum 31. Mai 1842 Samuel L. Southard und vom 31. Mai 1842 bis zum Ende des Kongresses am 3. März 1843 sowie weiter im 28. Kongress bis zum 3. Dezember 1843 Willie P. Mangum. Nach der damaligen Regelung der Nachfolge des Präsidenten wären Southard bzw. Mangum amtierender Präsident geworden, wäre Tyler ausgefallen.

## Liste der Senatoren
Unter Partei ist vermerkt, ob ein Senator der Demokratischen Partei oder der Whig Party angehörte. Unter Staat sind die Listen der Senatoren des jeweiligen Staats verlinkt. Die reguläre Amtszeit richtet sich nach der Senatsklasse: Senatoren der Klasse I waren bis zum 3. März 1845 gewählt, die der Klasse II bis zum 3. März 1847 und die der Klasse III bis zum 3. März 1843. Das Datum gibt an, wann der entsprechende Senator in den Senat aufgenommen wurde, eventuelle frühere Amtszeiten nicht berücksichtigt. Unter Sen. steht die fortlaufende Nummer der Senatoren in chronologischer Ordnung, je niedriger diese ist, umso größer ist in der Regel die Seniorität des Senators. Die Tabelle ist mit den Pfeiltasten sortierbar.
| Senator                | Partei   | Staat          | Klasse | Datum         | Sen. | Anmerkung                                                                          |
| ---------------------- | -------- | -------------- | ------ | ------------- | ---- | ---------------------------------------------------------------------------------- |
| William R. King        | Demokrat | Alabama        | II     | 14. Dez. 1819 | 232  | Präsident pro tempore                                                              |
| Clement C. Clay        | Demokrat | Alabama        | III    | 19. Juni 1837 | 365  | trat am 15. November 1841 zurück                                                   |
| Arthur P. Bagby        | Demokrat | Alabama        | III    | 24. Nov. 1841 | 394  | gewählt als Nachfolger von Clay                                                    |
| William Savin Fulton   | Demokrat | Arkansas       | II     | 18. Sep. 1836 | 349  |                                                                                    |
| Ambrose H. Sevier      | Demokrat | Arkansas       | III    | 18. Sep. 1836 | 350  |                                                                                    |
| Jabez W. Huntington    | Whig     | Connecticut    | I      | 4. Mai 1840   | 380  |                                                                                    |
| Perry Smith            | Demokrat | Connecticut    | III    | 4. März 1837  | 361  |                                                                                    |
| Richard H. Bayard      | Whig     | Delaware       | I      | 12. Jan. 1841 | 348  | früher im 24. bis 26. Kongress                                                     |
| Thomas Clayton         | Whig     | Delaware       | II     | 9. Jan. 1837  | 258  | früher im 18. und 19. Kongress                                                     |
| John M. Berrien        | Whig     | Georgia        | II     | 4. März 1841  | 264  | früher im 19. Kongress                                                             |
| Alfred Cuthbert        | Demokrat | Georgia        | III    | 12. Jan. 1835 | 338  |                                                                                    |
| Samuel McRoberts       | Demokrat | Illinois       | II     | 4. März 1841  | 389  |                                                                                    |
| Richard M. Young       | Demokrat | Illinois       | III    | 4. März 1837  | 363  |                                                                                    |
| Albert S. White        | Whig     | Indiana        | I      | 4. März 1839  | 376  |                                                                                    |
| Oliver H. Smith        | Whig     | Indiana        | III    | 4. März 1837  | 360  |                                                                                    |
| James T. Morehead      | Whig     | Kentucky       | II     | 4. März 1841  | 391  |                                                                                    |
| Henry Clay             | Whig     | Kentucky       | III    | 10. Nov. 1831 | 270  | trat am 31. März 1842 zurück früher im 9. und 11. Kongress                         |
| John J. Crittenden     | Whig     | Kentucky       | III    | 31. März 1842 | 206  | ernannt und gewählt als Nachfolger von Clay früher im 15. und 24. bis 26. Kongress |
| Alexander Barrow       | Whig     | Louisiana      | II     | 4. März 1841  | 387  |                                                                                    |
| Alexander Mouton       | Demokrat | Louisiana      | III    | 12. Jan. 1837 | 355  | trat am 1. März 1842 zurück                                                        |
| Charles M. Conrad      | Whig     | Louisiana      | III    | 14. Apr. 1842 | 397  | gewählt als Nachfolger von Mouton                                                  |
| Reuel Williams         | Demokrat | Maine          | I      | 4. März 1837  | 362  | trat am 15. Februar 1843 zurück                                                    |
| George Evans           | Whig     | Maine          | II     | 4. März 1841  | 388  |                                                                                    |
| William D. Merrick     | Whig     | Maryland       | I      | 4. Jan. 1838  | 367  |                                                                                    |
| John L. Kerr           | Whig     | Maryland       | III    | 5. Jan. 1841  | 383  |                                                                                    |
| Rufus Choate           | Whig     | Massachusetts  | I      | 23. Feb. 1841 | 385  |                                                                                    |
| Isaac C. Bates         | Whig     | Massachusetts  | II     | 13. Jan. 1841 | 384  |                                                                                    |
| Augustus S. Porter     | Whig     | Michigan       | I      | 20. Jan. 1840 | 378  |                                                                                    |
| William Woodbridge     | Whig     | Michigan       | II     | 4. März 1841  | 393  |                                                                                    |
| John Henderson         | Whig     | Mississippi    | I      | 4. März 1839  | 373  |                                                                                    |
| Robert J. Walker       | Demokrat | Mississippi    | II     | 4. März 1835  | 342  |                                                                                    |
| Thomas Hart Benton     | Demokrat | Missouri       | I      | 10. Aug. 1821 | 247  |                                                                                    |
| Lewis F. Linn          | Demokrat | Missouri       | III    | 25. Okt. 1833 | 331  |                                                                                    |
| Levi Woodbury          | Demokrat | New Hampshire  | II     | 4. März 1841  | 272  | früher im 19. bis 21. Kongress                                                     |
| Franklin Pierce        | Demokrat | New Hampshire  | III    | 4. März 1837  | 359  | trat am 28. Februar 1842 zurück                                                    |
| Leonard Wilcox         | Demokrat | New Hampshire  | III    | 1. März 1842  | 396  | ernannt und gewählt als Nachfolger von Pierce                                      |
| Samuel L. Southard     | Whig     | New Jersey     | I      | 4. März 1833  | 241  | starb am 26. Juni 1842 Präsident pro tempore früher im 16. bis 17. Kongress        |
| William L. Dayton      | Whig     | New Jersey     | I      | 2. Juli 1842  | 399  | ernannt und gewählt als Nachfolger von Southard                                    |
| Jacob W. Miller        | Whig     | New Jersey     | II     | 4. März 1841  | 390  |                                                                                    |
| Nathaniel P. Tallmadge | Whiga    | New York       | I      | 4. März 1833  | 330  |                                                                                    |
| Silas Wright           | Demokrat | New York       | III    | 4. Jan. 1833  | 324  |                                                                                    |
| Willie P. Mangum       | Whig     | North Carolina | II     | 25. Nov. 1840 | 310  | Präsident pro tempore früher im 22. bis 24. Kongress                               |
| William A. Graham      | Whig     | North Carolina | III    | 25. Nov. 1840 | 381  |                                                                                    |
| Benjamin Tappan        | Demokrat | Ohio           | I      | 4. März 1839  | 375  |                                                                                    |
| William Allen          | Demokrat | Ohio           | III    | 4. März 1837  | 358  |                                                                                    |
| Daniel Sturgeon        | Demokrat | Pennsylvania   | I      | 14. Jan. 1840 | 377  |                                                                                    |
| James Buchanan         | Demokrat | Pennsylvania   | III    | 6. Dez. 1834  | 337  |                                                                                    |
| Nathan F. Dixon        | Whig     | Rhode Island   | I      | 4. März 1839  | 372  | starb am 29. Januar 1842                                                           |
| William Sprague        | Whig     | Rhode Island   | I      | 5. Feb. 1842  | 395b | gewählt als Nachfolger von Dixon                                                   |
| James F. Simmons       | Whig     | Rhode Island   | II     | 4. März 1841  | 392  |                                                                                    |
| John C. Calhoun        | Demokrat | South Carolina | II     | 29. Dez. 1832 | 323  |                                                                                    |
| William C. Preston     | Whig     | South Carolina | III    | 26. Nov. 1833 | 333  | trat am 29. November 1842 zurück                                                   |
| George McDuffie        | Demokrat | South Carolina | III    | 2. Dez. 1842  | 400c | gewählt als Nachfolger von Preston                                                 |
| Alfred O. P. Nicholson | Demokrat | Tennessee      | I      | 25. Dez. 1840 | 382  | trat am 7. Februar 1842 zurück                                                     |
| (vakant)               |          | Tennessee      | II     |               |      |                                                                                    |
| Samuel S. Phelps       | Whig     | Vermont        | I      | 4. März 1839  | 374  |                                                                                    |
| Samuel Prentiss        | Whig     | Vermont        | III    | 4. März 1831  | 314  | trat am 11. April 1842 zurück                                                      |
| Samuel C. Crafts       | Whig     | Vermont        | III    | 23. Apr. 1842 | 398  | ernannt und gewählt als Nachfolger von Prentiss                                    |
| William C. Rives       | Whiga    | Virginia       | I      | 18. Jan. 1841 | 322  | früher im 22. bis 23. und 24. bis 25. Kongress                                     |
| William S. Archer      | Whig     | Virginia       | II     | 4. März 1841  | 386  |                                                                                    |

- a) Tallmadge[4] und Rives[5] wurden ursprünglich als Demokraten gewählt.
- b) Sprague trat sein Amt nach anderen Quellen am 18. Februar an.[6]
- c) McDuffie trat sein Amt nach anderen Quellen am 23. Dezember an.[7]